# Montoire (Adelsgeschlecht)
Montoire war eine adelige Familie des Vendômois, die unter den Grafen von Vendôme die Burg Montoire verwalteten und später deren Erben wurden. In den ersten Generationen wurde der Besitz in weiblicher Linie vererbt, die sich aus den Familien Mondoubleau, Fréteval und Langeais zusammensetzte.

## Stammliste

### Vorfahren 1: Die Herren von Langeais
1. Hamelin, im Gefolge von Fulko Nerra, Graf von Anjou
  1. Gautier de Langeais, 1007/29 und 1040/52 bezeugt; ⚭ Hersende, 1040 bezeugt
    1. Hamelin de Langeais, um 1050/1108–1136 bezeugt, 1080 de Montoire, 1081 Sire de Montoire; ⚭ (1) NN; ⚭ (2) Hodierne/Helvise de Mondoubleau, um 1064/67–1074 bezeugt, Tochter von Odon, Seigneur de Mondoubleau, und Plaisante, Witwe von Payen de Fréteval
      1. (1) Gautier († vor 10. Oktober 1085), 1050–1066/67–1074 bezeugt
      2. (1) Hersende, 1067–1074 bezeugt
      3. (2) Philippe um 1100/01–1136 bezeugt
      4. (2) Odon, genannt Duplex, um 1100/07 bezeugt
      5. (2) Pierre, um 1100/39 bezeugt, 1121 Sire de Montoire; ⚭ Ada, 1108–1135/1130–1139 bezeugt
        1. Philippe de Montoire, 1130–39 bezeugt; ⚭ (1) Aanor, 1130–39 bezeugt; ⚭ (2) Letizia, Dame de Savonnières
          1. Pierre († vor 1202), Sire de Montoire; ⚭ Agnès de Vendôme († 1201 (oder 1202) in der Abtei Notre-Dame de Fontaines) - Nachkommen siehe unten

        2. Hardouin, 1130–39 bezeugt
        3.  ? Hamelin de Montoire, 1139 bezeugt

      6. (2) Wautier, um 1095 bezeugt

    2. Hugues, 1065/87 bezeugt, 1082/82 Dekan von Saint-Martin de Tours
    3. Gautier, 1065 bezeugt
    4. Geoffroy, 1070–1074 Dekan

  2. Thomas, 1050/65 bezeugt
  3. Fulchrad, 1050/66 beuzeugt; ⚭ Hersende, 1050/66 bezeugt
    1. Raoul, bis 1068 Domdechant († 1086), 1068–1084 Erzbischof von Tours
    2. Fulchrad, Abt von Charroux

  4.  ? Hamelin, Sire de Langeais
    1. Julienne († nach 7. August 1067); ⚭ vor 1060 Geoffroy le Barbu († vergiftet Sablé 1096/97), 1061/68 Graf von Anjou (Haus Château-Landon)

### Vorfahren 2: Die Herren von Mondoubleau
1. Hugues de Mondoubleau († vor 1040), 1029 bezeugt, erbaut die Festung Mondoubleau; ⚭ (1) NN;  (2) Adela, Tochter von Foucher I le Riche de Vendôme, Witwe von Roger de La Tour
  1. (1) Hugues, 1029–1031/58 bezeugt, Archidiakon in Vendôme
  2. (1) Odon/Eudes († nach 25. Oktober 1063), 1029–31 bezeugt, Sire de Mondoubleau; ⚭ Plaisante, 15. März 1062 geistlich in Angers, Tochter von Nihard de Montoire, 1033/64 bezeugt (siehe unten)
    1. Hugues, Sire de Mondoubleau († kurz nach 15. März 1075 auf der Rückreise aus Rom), 1058 bezeugt, bestattet in Saint-Vincent in Le Mans; ⚭ NN
      1. Herbert

    2. Hodierne/Helvise, um 1064/1067–1074 bezeugt; ⚭ (1) Payen den Fréteval (X 1042/44); ⚭ (2) Hamelin de Langeais, 1081 Sire de Montoire, um 1050/1108–1136 bezeugt (siehe oben)
    3. Frédésende, um 1090 bezeugt; ⚭ vor 25. Oktober 1063 Niveleon de Fréteval, genannt Payen, 1041–1048/1085 bezeugt

  3. (1) Hervé, 1028–1031/vor 1040 bezeugt

### Die Grafen von Vendôme (Auszug)
1. Pierre de Montoire († vor 1202), Sire de Montoire; ⚭ Agnès de Vendôme († 1201 (oder 1202) in der Abtei Notre-Dame de Fontaines) (Haus Preuilly) – Vorfahren siehe oben
  1. Jean IV. († vor 1240), 1200/39 bezeugt, Seigneur de Montoire, 1217 Comte de Vendôme, ⚭ Aiglantine, 1216/34 bezeugt
    1. Pierre († 25. März 1249 in Ägypten), 1234 bezeugt, Comte de Vendôme, ⚭ Gervaise de Mayenne († 11. April …), Dame de La Chartre-sur-le-Loir, Tochter von Juhael II., Sire de Mayenne, und Gervaise de Vitré, Dame de Dinan (Haus Mayenne)
      1. Bouchard V. († wohl 15. Mai 1271), Chevalier, Comte de Vendôme, Seigneur de Lavardin et de Montoire; ⚭ Marie de Roye († 13. März …), 1271/72 bezeugt, Tochter von Raoul de Roye, Seigneur de La Ferté-en-Ponthieu, und Marie de Ville, Witwe von Aubert de Hangest, Seigneur de Genlis, sie heiratete in dritter Ehe vor dem 9. Dezember 1271 Jean de Vieuxpont († 3. Mai …)
        1. Jean V., Comte de Vendôme, testiert 18. Mai 1315; ⚭vor 28. Mai 1302 Eléonore de Montfort, Dame de Castres et de La-Ferté-Aleps, testiert 18. Mai 1338, Tochter von Philippe de Montfort, Seigneur de Castres et de La Ferté-Alais, und Jeanne de Lévis, Schwester und Erbin von Jean de Montfort, Herr von Toron und Tyrus, Conte di Squillace (Haus Montfort-l’Amaury)
          1. Bouchard VI. († 26. Februar 1353), Comte de Vendôme, Seigneur de Bréthencourt et de Castres 1331; ⚭ (Ehevertrag August 1320) Alix de Bretagne († Mai 1377), Tochter von Arthur II. Herzog von Bretagne (Haus Frankreich-Dreux)
            1. Jean VI. († Februar 1364, vor dem 23.), Comte de Vendôme et de Castres, Seigneur de Lézignan-en-Narbonnais, de Bréthencourt etc.; ⚭ Jeanne de Ponthieu († 30. Mai 1376), Dame d’Épernon, Tochter von Jean II. de Ponthieu, Comte d’Aumale, und Catherine d’Artois (Haus Burgund-Ivrea)
              1. Bouchard VII. († 16. November 1371), 1364 Comte de Vendôme et de Castres; ⚭ um 1368 Isabelle de Bourbon († 1371, vor September), Tochter von Jacques I. de Bourbon, Comte de La Marche, Connétable von Frankreich, Witwe von Louis de Brienne Vicomte de Beaumont-au-Maine (Stammliste der Bourbonen)
                1. Jeanne († vor 1371)

              2. Catherine († 1. April 1412), Comtesse de Vendôme et de Castres, Dame de Lézignan etc.; ⚭ 28. September 1364 Jean I. de Bourbon, Comte de La Marche († 11. Juni 1393) (Stammliste der Bourbonen)

            2. Simon, testiert 3. September 1363; ⚭ Jeanne de Montbazon, Dame de Montbazon, de Montsoreau, de Châteauneuf et de Jarnac, testiert 31. Dezember 1394 († vor 26. Juli 1395); Tochter von Renaud de Montbazon und Jeanne (Aliénor) de Craon, sie heiratete vor dem 11. November 1372 Guillaume II. de Craon, Vicomte de Châteaudun, Seigneur de Marcillac etc. († zwischen 3. Juli 1409 und 6. Juni 1410)
            3. Bouchard († nach 6. März 1373), Seigneur de Feuillet et de Segret; ⚭ Marguerite de Beaumont († nach 1373), Tochter von Jean II., Vicomte de Beaumont-au-Maine (Haus Brienne)
              1. Pierre, Seigneur de Segret et de Nesle; ⚭ Jeanne de Chare
                1. Pierre († nach 29. Juni 1407), Chevalier, Seigneur de Segret; ⚭ Marie d’Acigné († als Witwe)
                  1. Jeanne, 1453 bezeugt; ⚭ (1) Robert de Fontaines; ⚭ (2) vor 1440 François II., Sire de Montberon, Vicomte d’Aunay, Baron de Maulévrier et de Matha († 31. Oktober 1476)

          2. Jeanne; ⚭ Henri IV., Sire de Sully, 1318 Grand Bouteiller de France, 1329/34 Gouverneur des Königreichs Navarra (Haus Sully)

        2. Eléonore (Agnès); ⚭ (Ehevertrag 1280) Bouchard VII., Sire de L’Isle-Bouchard 1304
        3.  ? Jeanne (Yolande) († 25. Dezember 1302), 1274 bezeugt; ⚭ (1) Geoffroy Savary, genannt Payen, Seigneur de Colombières-Villandry 1272/83; ⚭ (2) um 1286 Robert II. de Dreux, Seigneur de Bû (Beu) († kurz nach 1303) (Haus Frankreich-Dreux)

      2. Geoffroy, 1268/92 bezeugt, Seigneur de La Chartre-sur-le-Loir et de Lassey - Nachkommen siehe unten
      3.  ? Mathieu († 25. September 1286), 1258 Abt von Saint-Denis, Regent von Frankreich

### Die Vidames de Chartres und Princes de Chabanais (Auszug)
1. Geoffroy de Vendôme, 1268/92 bezeugt, Seigneur de La Chartre-sur-le-Loir et de Lassey – Vorfahren siehe oben
  1. Jean I., Seigneur de La Chartre 1310; ⚭ Philippe de Mesalent, Dame de La Ferté-Arnaud et de Villepreux 1308, Tochter von Pierre de Mesalent und mahautr de Poissy, Dame de La Ferté-Arnaud et de Villepreux Witwe von Bouchard de Marly (Haus Montmorency)
    1. Amaury († nach 13. November 1350), Seigneur de La Chartre, de Lassay, de La Ferté-Arnaud et de Villepreux; ⚭ Marie de Dreux († nach 13. November 1350), Tochter von Jean I. de Dreux, Seigneur de Beaussart etc. (Haus Frankreich-Dreux)
      1. Robert († 1401), Chevalier, Seigneur de La Chartre, de Lassay, de La Ferté-Arnaud et de Villepreux; ⚭ Jeanne de Chartres († wohl 1407), 1374 Vidamesse de Chartres, Dame de Meslay, Tochter von Guillaume VI., Vidame de Chartres
        1. Charles, Seigneur de La Chartre et de La Ferté-Vidame; ⚭ Jeanne d’Angennes, Dame de Marolles, Tochter von Robert d’Angennes, Seigneur de Rambouillet et de Marolles
        2. Guillaume, Vidame de Chartres; ⚭ Isabeau d’Estouteville, Dame de Beaumont 1409, Tochter von Colart, Seigneur de Torcy (Haus Estouteville)
        3. Jean II., 1434/60 bezeugt, Vidame de Chartres, Seigneur de Lassay et de Pouzauges, Conseiller et Chambellan du Roi; ⚭ 1441 Catherine de Thouars († 2. Dezember 1462), Dame de Pouzauges, de Chabanais et de Confolens, Tochter von Miles II. de Thouars, Seigneur de Pouzauges et de Tiffauges, Witwe von Gilles de Rais, Marschall von Frankreich (Haus Thouars)
          1. Jean III., 1462/82 bezeugt, Vidame de Chartres, Prince de Chabanais, Seigneur de Pouzauges, Bailli et Gouverneur de Berry, Conseiller et Chambellan du Roi; ⚭ 7. November 1459 Jeanne de Brézé, 1465 bezeugt, Tochter von Pierre de Brézé, Seigneur de La Varenne, und Jeanne Crespin (Haus Brézé)
            1. Jacques († vor Januar 1507), Vidame de Chartres, Prince de Chabanais, Seigneur de Maisons-sur-Seine etc.; ⚭ vor 25. Dezember 1497 Louise Malet, Dame de Graville († nach Januar 1507), Erbtochter von Louis Malet, Seigneur de Graville et de Marcoussis, Admiral von Frankreich, und Marie de Balsac (Haus Malet)
              1. Louis († 22. August 1526), Vidame de Chartres, Prince de Chabannais, Baron de Tiffauges, de Pouzauges etc., Großfalkner von Frankreich, Conseiller et Chambellan du Roi; ⚭ (Ehevertrag 10. August 1517) Hélène Gouffier, genannt de Boisy (* um 1502; † 29. Oktober 1533), Tochter von Artus Gouffier de Boisy, Duc de Roannais, Pair de France, Großmeister von Frankreich, und Hélène de Hangest-Genlis, sie heiratete in zweiter Ehe am 16. September 1527 François de Clermont, Seigneur de Traves, Sohn von René de Clermont und Jeanne de Toulongeon (Haus Clermont-Tonnerre)
                1. François (* 1524; † Dezember 1560, wohl am 25.), Vidame de Chartres, Prince de Chabannais, Seigneur de Pouzauges etc; ⚭ Jeanne d’Estissac († 15. Juni 1562), Tochter von Louis de Madaillan, Seigneur d’Estissac (Haus Madaillan) – François de Vendôme verkauft Chabanais an Joachim de Montesquiou genannt Montluc

        4. Jeanne; ⚭ (1) Jean Le Mercier († 3. Juli 1397), Großmeister von Frankreich; ⚭ (2) Simon de Dreux, Seigneur de Beaussart et de La Loudraye, Vicomte de Dreux († 1420, nach 5. Oktober) (Haus Frankreich-Dreux)
        5. Isabeau; ⚭ Julien des Essarts, Seigneur d’Ambleville-en-Vexin; ⚭ (2) (Ehevertrag 10. Januar 1407) Gaucher VII. de Châtillon-sur-Marne, Seigneur de Marigny († 1413) (Haus Châtillon)
        6. Marguerite; ⚭ Louis, genannt Blanchet d’Estouteville, Seigneur de Villebon († 9. Februar 1473)

    2. Aiglantine, Dame de La Ventrouze et de Charençoy; ⚭ Mathieu de Montmorency, Seigneur d’Avremesnil († 29. Juni 1360) (Stammliste der Montmorency)

  2.  ? Geoffroy, Seigneur de La Chartre 1319
  3.  ? Jeanne, 1315/3. Juni 1317 bezeugt; ⚭ Guillaume III. de Chauvigny, Sire de Châteauroux etc. († 2. Mai 1322)